# Liste de films égyptiens
Ci-dessous une liste des films produits par le cinéma égyptien. Cette liste est incomplète.
Pour les catégories liées aux films égyptiens voir Catégorie:Film égyptien.

## Années 1930
| 1932                                    |                            |  |  |  |
| La Chanson du cœur (Onchoudet el-Fouad) | Mario Volpe                |  |  |  |
| 1933                                    |                            |  |  |  |
| Al Warda al-baida                       | Mohammed Karim             |  |  |  |
| 1936                                    |                            |  |  |  |
| Weddad                                  | Fritz Kramb, Gamal Madkoor |  |  |  |

## Années 1940
| 1946                                                      |                |  |                  |  |
| Dunia                                                     | Mohammed Karim |  | drame            |  |
| 1948                                                      |                |  |                  |  |
| Les Aventures de Antar et Abla (Mughamarat Antar wa Abla) | Salah Abouseif |  | aventure         |  |
| 1949                                                      |                |  |                  |  |
| La Grande Maison (El bait el kabir)                       | Ibrahim Lama   |  | drame            |  |
| Madame la diablesse (Afrita hanem)                        | Henry Barakat  |  | comédie musicale |  |

## Années 1950
| 1950                                     |                   |             |                  |  |
| Papa Amin                                | Youssef Chahine   |             | comédie musicale |  |
| 1951                                     |                   |             |                  |  |
| Le Fils du Nil (Ibn el Nil)              | Youssef Chahine   |             |                  |  |
| 1952                                     |                   |             |                  |  |
| Une nuit d'amour (Lailat gharam)         | Ahmed Badrakhan   |             | drame, romance   |  |
| 1954                                     |                   |             |                  |  |
| Ciel d'enfer (Ṣira‘ Fī al-Wādī)          | Youssef Chahine   | Omar Sharif |                  |  |
| Le Démon du désert (Shaytan al-Sahra)    | Youssef Chahine   |             |                  |  |
| Mademoiselle Hanafi (El anessa Hanafi)   | Fatin Abdel Wahab |             |                  |  |
| Le Monstre (Al-Wahshe)                   | Salah Abou Seif   |             | action, policier |  |
| 1955                                     |                   |             |                  |  |
| Un verre, une cigarette (Sigara wel kas) | Niazi Moustapha   |             |                  |  |
| Vie ou Mort (Hayat ou maut)              | Kamal El-Shaikh   |             | drame, thriller  |  |
| 1956                                     |                   |             |                  |  |
| Les Eaux noires (Siraa Fil-Mina)         | Youssef Chahine   |             |                  |  |
| 1958                                     |                   |             |                  |  |
| Djamila l'Algérienne (Djamilah)          | Youssef Chahine   |             |                  |  |
| Gare centrale                            | Youssef Chahine   |             |                  |  |
| 1959                                     |                   |             |                  |  |
| L'Appel du courlis (Douaa al-kawrawan)   | Henry Barakat     |             |                  |  |

## Années 1960
| 1963                                                 |                                       |  |          |                              |
| La Mère de la mariée (Om Al Arroussa)                | Atef Salem                            |  |          |                              |
| Saladin (Al Nasser Salah Ad-Din)                     | Youssef Chahine                       |  |          |                              |
| 1964                                                 |                                       |  |          |                              |
| El Kebir, fils de Cléopâtre (Il figlio di Cleopatra) | Ferdinando Baldi                      |  | Drame    | film italo-égyptien          |
| 1965                                                 |                                       |  |          |                              |
| La Fabuleuse Aventure de Marco Polo                  | Denys de La Patellière et Noël Howard |  | aventure | co-production internationale |
| Le Péché (El-Haram)                                  | Henry Barakat                         |  |          |                              |
| 1968                                                 |                                       |  |          |                              |
| Un jour, le Nil                                      | Youssef Chahine                       |  | épique   | film égypto-soviéto          |
| 1969                                                 |                                       |  |          |                              |
| La Momie (Al-Mummia)                                 | Shadi Abdessalam                      |  | drame    |                              |
| La Terre (Al-Ard)                                    | Youssef Chahine                       |  |          |                              |

## Années 1970
| 1971                                                      |                 |  |                    |                      |
| Dérive sur le Nil (Thartharah Fawqa al-Nīl)               | Hussein Kamal   |  | Comédie dramatique |                      |
| Les Jardins du diable (I giardini del diavolo)            | Alfredo Rizzo   |  | film de guerre     | film italo-égyptien  |
| 1972                                                      |                 |  |                    |                      |
| Le Moineau                                                | Youssef Chahine |  | drame              | film égypto-algérien |
| Ces gens du Nil                                           | Youssef Chahine |  | épique             | film égypto-soviéto  |
| 1973                                                      |                 |  |                    |                      |
| Une femme de mauvaise réputation (Imraah sayiah al-samah) | Henry Barakat   |  |                    |                      |
| 1975                                                      |                 |  |                    |                      |
| Je veux une solution (Orido Hallane)                      | Saïd Marzouk    |  | drame              |                      |
| Karnak (El-Karnak)                                        | Ali Badrkhan    |  | drame              |                      |
| 1976                                                      |                 |  |                    |                      |
| Le Retour de l'enfant prodigue                            | Youssef Chahine |  | drame              |                      |
| 1978                                                      |                 |  |                    |                      |
| Alexandrie pourquoi ?                                     | Youssef Chahine |  |                    |                      |

## Années 1980
| 1981                                                 |                  |                                              |                    |                      |
| Invitation à dîner (Maowid ala ashaa)                | Mohamed Khan     | Souad Hosni                                  | drame, romance     |                      |
| 1982                                                 |                  |                                              |                    |                      |
| Le Chauffeur d'autobus (Sawak al-utubis)             | Atef al-Tayyeb   |                                              |                    |                      |
| La Mémoire (Hadduta misrija)                         | Youssef Chahine  |                                              |                    |                      |
| Le Scandale (Al Aar)                                 | Ali Abdel Khalek |                                              |                    |                      |
| 1984                                                 |                  |                                              |                    |                      |
| Porté disparu (Kharag wa lam ya'ud)                  | Mohamed Khan     | Yehia El-Fakharany, Laila Elwi, Farid Shawki | humoristique       |                      |
| 1985                                                 |                  |                                              |                    |                      |
| Adieu Bonaparte (Wadaan Bonabart)                    | Youssef Chahine  |                                              |                    | film franco-égyptien |
| 1986                                                 |                  |                                              |                    |                      |
| Le Sixième Jour                                      | Youssef Chahine  |                                              | drame              |                      |
| 1987                                                 |                  |                                              |                    |                      |
| L'Épouse d'un homme important (Zawgat ragol mohim)   | Mohamed Khan     | Ahmed Zaki, Mervat Amin                      | drame              |                      |
| Les Monstres (Gary Al Wohosh)                        | Ali Abdel Khalek | Nour El-Sherif, Mahmoud Abdel Aziz           | drame              |                      |
| 1988                                                 |                  |                                              |                    |                      |
| La Bague et le Bracelet (Al-Tawk wa El-Eswira)       | Mohamed Khan     |                                              |                    |                      |
| Les Rêves de Hind et Camelia (Ahlam Hind we Kamilia) | Mohamed Khan     |                                              | comédie dramatique |                      |
| 1989                                                 |                  |                                              |                    |                      |
| Le Marionnettiste (Al-Aragouz)                       | Hani Lachine     | Omar Sharif, Mervat Amin                     | drame              |                      |

## Années 1990
| 1990                                 |                   |  |                     |                                  |
| Alexandrie encore et toujours        | Youssef Chahine   |  |                     |                                  |
| 1991                                 |                   |  |                     |                                  |
| Le Caire raconté par Youssef Chahine | Youssef Chahine   |  | documentaire        |                                  |
| Le Citoyen Masri                     | Salah Abu Seif    |  |                     |                                  |
| Al-Kit Kat                           | Daoud Abdel Sayed |  |                     |                                  |
| Mendiants et Orgueilleux             | Asmaa El-Bakri    |  | Satire dramatique   |                                  |
| 1993                                 |                   |  |                     |                                  |
| Marcides (Mercedes)                  | Yousry Nasrallah  |  |                     |                                  |
| Nuit de la Terreur (Night Terrors)   | Tobe Hooper       |  | érotique et horreur | film américano-canado-égyptien   |
| 1994                                 |                   |  |                     |                                  |
| L'Émigré (Al-mohager)                | Youssef Chahine   |  |                     | film censuré par les islamistes. |
| 1997                                 |                   |  |                     |                                  |
| Le Destin (Al-Massir)                | Youssef Chahine   |  |                     |                                  |
| 1999                                 |                   |  |                     |                                  |
| L'Autre                              | Youssef Chahine   |  |                     |                                  |
| La Ville                             | Yousry Nasrallah  |  | drame               |                                  |

## Années 2000
| 2001                                                      |                                   |  |                           |                      |
| Silence... on tourne                                      | Youssef Chahine                   |  |                           | film franco-égyptien |
| 2004                                                      |                                   |  |                           |                      |
| Alexandrie-New York                                       | Youssef Chahine                   |  | drame                     |                      |
| 2005                                                      |                                   |  |                           |                      |
| Dunia                                                     | Jocelyne Saab                     |  | drame, romance            |                      |
| Le Voyageur                                               | Amr Wagih                         |  | animation                 |                      |
| Youm El-Ethneen                                           | Tamer El-Said                     |  | fiction                   | court-métrage        |
| 2006                                                      |                                   |  |                           |                      |
| El-Banate Dol                                             | Tahani Rached                     |  | documentaire              |                      |
| L'Immeuble Yacoubian (Imārāt Yaqūbīān ou Omaret Yakobean) | Alaa al-Aswany                    |  | drame                     |                      |
| Makan esmoh alwatan                                       | Tamer Ezzat                       |  | documentaire              |                      |
| Mort d'un pharaon (Anouar El Sadate)                      | Wilfried Huismann                 |  | documentaire              |                      |
| 2007                                                      |                                   |  |                           |                      |
| Le Chaos                                                  | Youssef Chahine et Khaled Youssef |  | comédie dramatique        |                      |
| Natacha Atlas, la rose pop du Caire                       | Fleur Albert                      |  | documentaire              |                      |
| Wingrave                                                  | Ahmed Khalifa                     |  | horreur                   |                      |
| 2008                                                      |                                   |  |                           |                      |
| Hassan et Morkos                                          | Rami Imam                         |  |                           |                      |
| Toute ma vie                                              | Maher Sabry                       |  |                           |                      |
| Zay El Naharda                                            | Amr Salama                        |  | thriller                  |                      |
| 2009                                                      |                                   |  |                           |                      |
| Behind the Rainbow                                        | Jihan El-Tahri                    |  | documentaire              |                      |
| Femmes du Caire                                           | Yousry Nasrallah                  |  | drame                     |                      |
| Giran                                                     | Tahani Rached et Mona Assaad      |  | documentaire              |                      |
| Honayn's Shoe                                             | Mohamed Ghazala                   |  | court métrage d'animation |                      |
| Ibrahim Labyad                                            | Marwan Hamed                      |  | action                    |                      |
| Rêve d’ordures (Garbage Dreams)                           | Mai Iskander                      |  | documentaire              |                      |

## Années 2010
| 2010                                                                              |                                      |  |                    |                                      |
| Cairo Exit                                                                        | Hesham Issawi                        |  | drame              |                                      |
| Les Femmes du bus 678 (678)                                                       | Mohamed Diab                         |  | drame              |                                      |
| Microphone                                                                        | Ahmad Abdalla                        |  |                    |                                      |
| Zelal                                                                             | Marianne Khoury et Mustapha Hasnaoui |  | documentaire       |                                      |
| 2011                                                                              |                                      |  |                    |                                      |
| 18 jours                                                                          |                                      |  |                    | composé de plusieurs courts-métrages |
| Et maintenant, on va où ?                                                         | Nadine Labaki                        |  | comédie dramatique |                                      |
| 2012                                                                              |                                      |  |                    |                                      |
| Après la bataille (Baad el Mawkeaa)                                               | Yousry Nasrallah                     |  | comédie dramatique |                                      |
| L'Attentat                                                                        | Ziad Doueiri                         |  | drame              |                                      |
| La Vierge, les Coptes et moi...                                                   | Namir Abdel Messeeh                  |  | comédie            |                                      |
| 2013                                                                              |                                      |  |                    |                                      |
| Ramenez-moi un homme (Hatouli Ragel)                                              | Mohamed Shaker                       |  | comédie            |                                      |
| The Square (Al Midan)                                                             | Jehane Noujaim                       |  | documentaire       |                                      |
| Winter of Discontent (El sheita elli fat)                                         | Ibrahim El Batout                    |  | drame              |                                      |
| 2014                                                                              |                                      |  |                    |                                      |
| Fatat El Masnaa (Factory Girl)                                                    | Mohamed Khan                         |  | drame              |                                      |
| 2016                                                                              |                                      |  |                    |                                      |
| Clash (Eshtebak)                                                                  | Mohamed Diab                         |  |                    |                                      |
| Je suis le peuple                                                                 | Anna Roussillon                      |  | documentaire       | co-production franco-égyptienne      |
| Le Ruisseau, le Pré vert et le Doux Visage (Al Ma' wal Khodra wal Wajh al Hassan) | Yousry Nasrallah                     |  | drame              |                                      |
| 2017                                                                              |                                      |  |                    |                                      |
| 7th Century Before Birth                                                          | Moustafa Nouraldeen                  |  | documentaire       | co-production hispano-égyptienne     |
| 2018                                                                              |                                      |  |                    |                                      |
| Karma                                                                             | Khaled Youssef                       |  | drame              |                                      |
| Yomeddine                                                                         | Abu Bakr Shawky                      |  | comédie            |                                      |
| 2019                                                                              |                                      |  |                    |                                      |
| Le Chevalier et la Princesse (الفارس والأميرة)                                    | Bashir El Deek et Ibrahim Mousa      |  | animation          |                                      |

## Années 2020
| 2020   |                 |  |       |  |
| Louxor | Zeina Durra     |  | drame |  |
| 2022   |                 |  |       |  |
| Plumes | Omar El Zohairy |  | drame |  |